# روی موج عشق تنظیم کن
روی موج عشق تنظیم کن (انگلیسی: Tune in for Love; کره‌ای: 유열의 음악앨범) یک فیلم درام عاشقانه به کارگردانی جونگ جی وو و با بازی کیم گو اون و جونگ هه این است. این فیلم در ۲۸ اوت ۲۰۱۹ در کره جنوبی و در ۵ نوامبر ۲۰۱۹، به صورت بین‌المللی در نتفلیکس منتشر شد.

## بازیگران
- کیم گو اون در نقش کیم می سو[۷]
- جونگ هه این در نقش چا هیون وو[۷]
- کیم گوک هی در نقش اون جا